# Tour della nazionale maschile di rugby a 15 delle Figi 1990
Vari sono stati i Tour della nazionale di Rugby a 15 delle Isole Figi nel periodo 1987-91.
Nel 1990 in particolare sono stati 3 i Tour

## In Giappone
Tre facili incontri in questo tour
 Sistema di punteggio: meta = 4 punti, Trasformazione=2 punti .Punizione =  3 punti. drop = 3 punti. 
| Tokyo 25 febbraio 1990 | Tokyo | 13 – 43 | Figi XV |  |

| Tokyo 28 febbraio 1990 | Giappone XV | 13 – 51 | Figi XV |  |

| Arbitro: | W. Bevan |

| |            | |
| mete: Yoshida trasf.: Yamamoto | Marcatori  | mete: Erenavula, Nadruku Serevi 2, Vonolagi, Wainiqolo trasf.: Serevi 4 |
| 15 Toshitsugu Yamamoto 14 Nofomuli Taumoefolau, 11 Yoshihito Yoshida 13 Eiji Kutsuki, 12 Seiji Hirao (c) 10 Shinobu Aoki, 9 Masami Horikoshi 8 Sinali-Tui Latu, 7 S. Nakashima, 6 H. Kajihara 5 Ekeroma Luaiufi, 4 Atsushi Oyagi 3 M. Takura, 2 T. Fujita, 1 O. Ota sostituti: Tadashi Goda, Kazuaki Takahashi Non entrati : Masahiro Kunda, Hirofumi Ouchi Narihiro Watanabe, Kojiro Yoshinaga | Formazioni | 15 Waisale Serevi 14 Niko Baleiverata, 11 Luke Erenavula 13 Tevita Vonolagi, 12 Noa Nadruku 10 Vuata Narisia, 9 Pauliasi Tabulutu 8 I.Tawake, 7 I.T. Tamanivalu, 6 I. Savai (c) 5 Timoci Wainiqolo, 4 Alifereti Dere Ratu 3 M. Taga, 2 A. Rabitu, 1 S. Naituku sostituti: Mesake Rasari, Non entrati : Koli Rokoroi, Ilisoni Naituku Lekima Vasuvulagi, Willie Rokowailoa Mosese Natuilagilagi |

## In Australia e Nuova Zelanda nel 1990
| Sydney 8 aprile 1990 | New Sotuh Wales | 19 – 16 | Figi XV | Concord Oval |

| New Plymouth 11 aprile 1990 | Taranaki | 0 – 0 | Figi XV |  |

| Wellington 15 aprile 1990 | Wellington | 31 – 10 | Figi XV | Athletic Park |

## Ad Hong Kong e Francia
Breve tour ad Hong Kong e partecipazione ad un torneo a Tolosa
| Hong Kong 5 dicembre 1990 | Hong Kong | 6 – 54 | Figi |  |
| \| \| \| \| \| \| Marcatori \| mete: Korovata 4, Naituivau Olsson, Seru, Suka, Turuva, Vonolagi trasf.: Lovo 2, Suka 2 c.p.: Suka Drop: Suka \| |           | |      |  |
| |           | |      |  |
| | Marcatori | mete: Korovata 4, Naituivau Olsson, Seru, Suka, Turuva, Vonolagi trasf.: Lovo 2, Suka 2 c.p.: Suka Drop: Suka |      |  |

| Hong Kong 11 dicembre 1990 | HK Chairman XV | 9 – 77 | Figi XV |  |

| Tolosa 16 dicembre 1990 | Wellington | 9 – 30 | Figi XV |  |

| Tolosa 20 dicembre 1990 | Queensland | 22 – 12 | Figi XV |  |

| Tolosa 22 dicembre 1990 | Bath Rugby | 19 – 60 | Figi XV |  |